# Binga (Diré)
Pour les articles homonymes, voir Binga.
Binga est une commune du Mali, dans le cercle de Diré et la région de Tombouctou.